# ウィニングラン!
『ウィニングラン!』とは毎日放送ラジオ（MBSラジオ）で毎週日曜日の9:15-9:30に放送されていた中央競馬展望番組である。

## 概要
前身は、1990年代に放送された『蜂谷薫の走れ!!ジョッキー』（早朝6:05-6:15）。これは競馬の展望はほとんどなく、競馬サークル関係者へのインタビューを中心に構成された。
その後いったん終了、中断ののち『ヴィクトリーロード!』と題した競馬展望番組として再スタート。その後『ウィナーズ・サークル』と改題する。当初は蜂谷薫アナウンサーとゲストによる対談形式だったが、その後は野球解説者・仲田幸司（マイク仲田）、亀山つとむ（ダブルキャスト）、およびタレントの小山浩子が参加。2003年に蜂谷が退いた。
『ありがとう浜村淳です土曜日です』の9:15ごろに「競馬大作戦」というコーナーが放送されており、この番組の土曜日バージョン的存在である。なお、競馬大作戦には美藤啓文、来栖正之のほか、仙田和吉と大八木友之も出演するが、小山浩子やゲストは出演しない。
2008年3月30日に終了し、4月6日から番組タイトルを『競馬モーニング!』に改め、出演者や内容をリニューアルして放送した。

## 出演者
- 美藤啓文（隔週）
- 来栖正之（隔週）
- 小山浩子

## 週替わりゲスト
- 亀山努
- 乗峯栄一
- 太平洋
- 山本智行=スポーツニッポン大阪本社レース部長
- 中野達哉=スポーツ報知関西版記者
- 井上オークス

## 内容
- 日曜日重賞レース展望（原則として関西主場で施行されるグレードレースだが、GIレース開催日はそれを優先）
- 企画コーナー（2004年度は中央競馬50周年記念企画として「歴史を彩った名馬たち」を放送。その週の50周年記念特別レースの対象馬について解説した。2005年度は「競馬ブレーク」と題し、毎月テーマを決めて競馬にまつわる話題を取り上げる）
- 馬インフルエンザで競馬開催がなくなった2007年8月19日放送分は、それまでのサマーシリーズ（サマー2000、サマースプリント）の実況をダイジェスト版で放送した。